# Viktor I. (Chur)
Viktor I. (* im 6. Jahrhundert; † im 7. Jahrhundert) war Bischof von Chur.
Viktor I. war Nachfolger von Theodor auf dem Churer Bischofssitz und wurde um 614 bezeugt; er war im Jahr 614 Teilnehmer der fünften Bischofssynode von Paris, der grössten Generalsynode des merowingischen Frankenreichs. Die Synode, an der das Bistum Chur als Teil der fränkischen Reichskirche teilnahm, beschäftigte sich insbesondere mit der Freiheit der Bischofswahl und der Kompetenz
der kirchlichen Gerichte. Sein Name befindet sich auf den Dokumenten, den Kanones der Synode vom 10. Oktober 614.